# Arkys coronatus
Arkys coronatus là một loài nhện trong họ Araneidae.
Loài này thuộc chi Arkys. Arkys coronatus được miêu tả năm 1978 bởi Balogh.